# Poecilium puncticolle
Poecilium puncticolle är en skalbaggsart som först beskrevs av Étienne Mulsant 1862.  Poecilium puncticolle ingår i släktet Poecilium och familjen långhorningar.
Artens utbredningsområde är:
- Kazakstan.
- Ukraina.

Inga underarter finns listade i Catalogue of Life.